# Nicole Paggi
Nicole Collier Paggi (* 15. August 1977 in Travis County, Texas) ist eine US-amerikanische Schauspielerin.

## Leben und Karriere
Nicole Paggi wurde in Travis County geboren und wuchs in Austin auf. Sie studierte zwei Jahre in Los Angeles und New York, um Schauspielerin zu werden.
Ihre Karriere begann Paggi 2001 mit einer Hauptrolle in der Fox-Serie Das Geheimnis von Pasadena. 2002 war sie in Providence und CSL – Crime Scene Lake Glory zu sehen. 2003 spielte sie im Film Hagelsturm – Die Wetterkatastrophe und in jeweils einer Folge von Fastlane und Für alle Fälle Amy mit. Im selben Jahr erhielt sie die Rolle der Sydney Shanowski in der von ABC produzierten Sitcom Hope and Faith. Jedoch stieg sie nach der ersten Staffel aus, weil ihr echtes Alter wesentlich höher war als das ihrer Rolle. Sie wurde durch Megan Fox ersetzt. Zwischen 2005 und 2006 war sie in 22 Folgen der Serie One on One. 2011 war sie in einer Folge der kurzlebigen Serie Mad Love zu Gast, bevor sie 2012 in zwei Folgen des Beverly Hills, 90210 Spin-offs 90210 einen Auftritt hatte.

## Filmografie (Auswahl)
- 2001–2002: Das Geheimnis von Pasadena (Pasadena, Fernsehserie, 13 Folgen)
- 2002: CSL – Crime Scene Lake Glory (Fernsehserie, Folge 1x06)
- 2002: Providence (Fernsehserie, 6 Folgen)
- 2002, 2008: CSI: Vegas (CSI: Crime Scene Investigation, Fernsehserie, Folge 3x03 & 9x04)
- 2003: Fastlane (Fernsehserie, Folge 1x10)
- 2003: Hagelsturm – Die Wetterkatastrophe (Frozen Impact)
- 2003: Für alle Fälle Amy (Judging Amy, Fernsehserie, Folge 5x02)
- 2003–2004: Hope and Faith (Hope & Faith, Fernsehserie, 22 Folgen)
- 2004: CSI: Miami (Fernsehserie, Folge 2x23)
- 2005: Highschool News – Streng vertraulich! (Campus Confidential)
- 2005: Jake in Progress (Fernsehserie, Folge 1x06)
- 2005–2006: One on One (Fernsehserie, 22 Folgen)
- 2010: Cielito lindo
- 2012: Mad Love (Fernsehserie, Folge 1x09)
- 2012: 90210 (Fernsehserie, 2 Folgen)
- 2012: Hochzeit Undercover – Wer schützt die Braut (Undercover Bridesmaid, Fernsehfilm)
- 2015: Rizzoli & Isles (Fernsehserie, Folge 5x08)
- 2015: How Not to Propose (Fernsehfilm)